# António Barbosa de Melo
António Moreira Barbosa de Melo (ur. 2 listopada 1932 w Penafiel, zm. 7 września 2016 w Coimbrze) – portugalski polityk, prawnik i nauczyciel akademicki, profesor, poseł do Zgromadzenia Republiki i jego przewodniczący w okresie VI kadencji (1991–1995).

## Życiorys
Absolwent prawa na Uniwersytecie w Coimbrze, gdzie uzyskał następnie doktorat. Pracował jako nauczyciel akademicki na tej uczelni, dochodząc do stanowiska profesora. W okresie przemian demokratycznych był jednym z założycieli Partido Popular Democrático, przekształconej następnie w centroprawicową Partię Socjaldemokratyczną. Współtworzył prawo wyborcze na potrzeby wyborów do konstytuanty, w której również zasiadł w 1974. Od 1977 do 1979 sprawował mandat posła do Zgromadzenia Republiki. Powrócił do parlamentu w 1991, zasiadając w nim przez dwie kadencje do 1999, w latach 1991–1995 pełnił funkcję jego przewodniczącego.

## Odznaczenia
- Krzyż Wielki Orderu Wolności (2011)[3]
- Krzyż Wielki Orderu Infanta Henryka (2016, pośmiertnie)[3]
- Krzyż Wielki Order Zasługi (1992, Chile)[4]
- Krzyż Wielki Orderu Krzyża Południa (1996, Brazylia)[4]